# Foxacos (Lugo)
Foxacos es un lugar de la parroquia de Abeledo, municipio de Abadín, comarca de Tierra Llana (Lugo), provincia de Lugo Galicia, España.